# Vraignes-en-Vermandois
Vraignes-en-Vermandois é uma comuna francesa na região administrativa de Altos da França, no departamento de Somme. Estende-se por uma área de 4,22 km². Em 2010 a comuna tinha 142 habitantes (densidade: 33,6 hab./km²).